# Paramus
Paramus és una població dels Estats Units a l'estat de Nova Jersey. Segons el cens del 2008 tenia 26.128 habitants.

## Demografia
Segons el cens del 2000, Paramus tenia 25.737 habitants, 8.082 habitatges, i 6.780 famílies. La densitat de població era de 949,1 habitants/km².
Dels 8.082 habitatges en un 37% hi vivien nens de menys de 18 anys, en un 73,3% hi vivien parelles casades, en un 8% dones solteres, i en un 16,1% no eren unitats familiars. En el 14,4% dels habitatges hi vivien persones soles el 9,4% de les quals corresponia a persones de 65 anys o més que vivien soles. El nombre mitjà de persones vivint en cada habitatge era de 3 i el nombre mitjà de persones que vivien en cada família era de 3,32.
Per edats la població es repartia de la següent manera: un 23,2% tenia menys de 18 anys, un 5,5% entre 18 i 24, un 24,7% entre 25 i 44, un 25% de 45 a 60 i un 21,5% 65 anys o més.
L'edat mediana era de 43 anys. Per cada 100 dones de 18 o més anys hi havia 90,4 homes.
La renda mediana per habitatge era de 76.918 $ i la renda mediana per família de 84.406 $. Els homes tenien una renda mediana de 56.635 $ mentre que les dones 37.450 $. La renda per capita de la població era de 29.295 $. Aproximadament l'1,4% de les famílies i el 3,3% de la població estaven per davall del llindar de pobresa.

## Poblacions més properes
El següent diagrama mostra les poblacions més properes.